# Pavlivka, Cernihiv
Pavlivka (în ucraineană Павлівка) este un sat în comuna Radeanska Sloboda din raionul Cernihiv, regiunea Cernihiv, Ucraina.

## Demografie
Componența lingvistică a localității Pavlivka
     Ucraineană (91,35%)
     Rusă (8,65%)
Conform recensământului din 2001, majoritatea populației localității Pavlivka era vorbitoare de ucraineană (91,35%), existând în minoritate și vorbitori de rusă (8,65%).